# Fernando Bouza
Fernando Jesús Bouza Álvarez  (Madrid, 1960) es un historiador español.

## Biografía
Se licenció en Geografía e Historia en la Universidad Complutense de Madrid, donde se doctoró en Historia Moderna en 1987 (tesis: Portugal en la monarquía hispánica (1580-1640) :Felipe II, las Cortes de Tomar y la génesis del Portugal católico). Desde 2005 es catedrático en esa misma universidad. Es especialista en historia cultural de la Monarquía Católica de los Austrias. Algunas de sus obras más destacadas son Locos, enanos y hombres de placer en la Corte de los Austrias (1991), Del escribano a la biblioteca. La civilización escrita europea en la alta Edad Moderna (1992), Imagen y propaganda. Capítulos de Historia cultural del reinado de Felipe II (1999) y Felipe II y el Portugal. Dos povos (2010). Además publicó una edición comentada de las cartas de Felipe II a sus hijas Isabel Clara Eugenia y Catalina Micaela (1988). 